# José Ardévol
José Ardévol (* 13. März 1911 in Barcelona; † 7. Januar 1981 in Havanna) war ein kubanischer Komponist spanischer Herkunft.

## Leben und Wirken
Ardévol kam 1930 nach Havanna, wo er seine musikalische Ausbildung erhielt. Er war Mitbegründer des Sinfonieorchesters, des Konservatoriums, an dem er bis 1968 Komposition unterrichtete sowie des Kammerorchesters, das er von 1934 bis 1952 leitete.
Er komponierte ein Ballett, drei Sinfonien und weitere sinfonische Werke, drei Concerti grossi, ein Konzert für drei Klaviere und Orchester, ein Konzert für Klavier und Holzbläser, Kammerkonzerte und andere kammermusikalische Werke, Chorwerke und Filmmusiken.